# Lago di Villa
Lago di Villa este o arie protejată (arie specială de conservare — SAC, sit de importanță comunitară — SCI) din Italia întinsă pe o suprafață de 27 ha, integral pe uscat.

## Localizare
Centrul sitului Lago di Villa este situat la coordonatele 45°41′12″N 7°41′29″E / 45.686667°N 7.691389°E.

## Înființare
Situl Lago di Villa a fost declarat sit de importanță comunitară în septembrie 1995 pentru a proteja 2 specii de animale. Situl a fost protejat și ca arie specială de conservare în februarie 2013.

## Biodiversitate
Situată în ecoregiunea alpină, aria protejată conține 9 habitate naturale: Pajiști uscate seminaturale și facies de acoperire cu tufișuri pe substraturi calcaroase (Festuco-Brometalia) (* situri importante pentru orhidee), Pajiști cu Molinia pe soluri calcaroase, turboase sau argilos-nămoloase (Molinion caeruleae), Fânețe de joasă altitudine (Alopecurus pratensis, Sanguisorba officinalis), Pajiști carstice calcaroase sau bazofile, de Alysso-Sedion albi, Mlaștini alcaline, Lacuri eutrofice naturale cu vegetație de tip Magnopotamion sau Hydrocharition, Pajiști stepice subpanonice, Păduri de Castanea sativa, Păduri panonice cu Quercus pubescens.
La baza desemnării sitului se află mai multe specii protejate:
- păsări (1): șerpar (Circaetus gallicus)
- nevertebrate (1): Euplagia quadripunctaria

Pe lângă speciile protejate, pe teritoriul sitului au mai fost identificate 12 specii de plante, 2 specii de amfibieni, 7 specii de mamifere, 16 specii de nevertebrate, 1 specie de reptile.